# Championnats du monde d'Ironman 2023
Navigation
Édition précédente Édition suivante
Les championnats du monde d'Ironman 2023 se déroulent pour la première fois de l'histoire selon une nouvelle formule. Coorganisé sur deux sites différents qui reçoivent alternativement les championnats masculins et féminins sur deux années consécutives. En 2023, pour sa 46e édition, les championnats se déroulent sur le site de Nice en France le 10 septembre 2023 pour une épreuve exclusivement masculine, le titre féminin se jouant sur le site historique de Kailua-Kona à Hawaï le 14 octobre 2023. En 2024, les catégories et les sites sont alternés. 

## Contexte
Le succès de l'édition 2022 autour d'un championnat du monde en deux événements distincts, une course masculine et une féminine incite l'organisation à pérenniser ce système. Cependant, les autorités d'Hawaï, considèrent qu'elles ne sont en capacité d'organiser et de sécuriser correctement, qu'une seule journée de compétition. Choisissant de poursuivre selon la formule différenciée, Andrew Messick, directeur de la World Triathlon Corporation annonce, que les championnats 2023 et suivant entrent dans l'ère d'une nouvelle formule et de la co-organisation, deux courses, deux sites. Le premier site retenu pour coorganiser l'épreuve finale est celui de l'Ironman France à Nice. L'ancienneté, l'expérience de la ville et de l'organisation locale plaidant en sa faveur. Pour 2023, les championnats masculins se déroulent donc à Nice et les championnats féminins sur le site historique de Kailua-Kona. Pour 2024, le contraire est appliqué, les triathlètes féminines jouent le titre à Nice et les masculins à Kona. Ce modèle alternant Nice et Kailua-Kona est programmé de 2023 à 2026.

## Championnats masculins

### Site et parcours
Le championnat masculin se déroule à Nice pour la première fois de son histoire. Les 3,8 kilomètres de natation ont lieu dans la baie des anges, les 180,2 kilomètres ont lieu dans l'arrière-pays niçois et passent par les villages de Vence, Gourdon et Andon dans sa phase ascendante, avant de descendre la route de Thorenc et de passer par les Clues de Gréolières. Le tracé vélo se distingue de celui de Kailua-Kona par ses montées difficiles et ses descentes techniques. Enfin, les 42,2 kilomètres de course à pied sont courus sur la promenade des anglais en quatre boucles de 10 kilomètres.

### Résumé de course
Durant la partie natation, un premier groupe de têtes sort de l'eau composée d'une quinzaine de nageurs emmenés par Braden Currie et suivi de Sam Laidlow et Jan Frodeno. 
Sur la partie vélo, un premier groupe de deux triathlètes se démarque en tête, emmenée par le Français Clément Mignon natif de la région vainqueur de l'Ironman France en 2023 et connaissant bien le parcours, suivi de Sam Laidlow. Au 40ᵉ kilomètre, Sam Laidlow distance son compatriote pour finir seul en tête avec six minutes d'avance sur le groupe de poursuivants et 13 minutes d'avance sur Patrick Lange.
Lors de l'épreuve de course à pied, Sam Laidlow parvient à maintenir Magnus Ditlev et Rodolphe Von Berg à distance tandis que l'Allemand Patrick Lange ne parvient pas à refaire son retard sur le français. Il parvient tout de même à finir second après avoir dépassé Magnus Ditlev et Rodolphe Von Berg au terme d'une course à pied de haut niveau,.

### Palmarès
Top 10 du championnat.
| Pos.               | Temps           | Nom                | Pays | Détail temps | Détail temps | Détail temps    | Détail temps | Détail temps    |
| Pos.               | Temps           | Nom                | Pays | Natation     | T1           | Cyclisme        | T2           | Course à pied   |
| ------------------ | --------------- | ------------------ | ---- | ------------ | ------------ | --------------- | ------------ | --------------- |
| Médaille d'or      | 8 h 6 min 22 s  | Sam Laidlow        |      | 47 min 50 s  |              | 4 h 31 min 28 s |              | 2 h 41 min 46 s |
| Médaille d'argent  | 8 h 10 min 17 s | Patrick Lange      |      | 49 min 1 s   |              | 4 h 43 min 24 s |              | 2 h 32 min 41 s |
| Médaille de bronze | 8 h 11 min 43 s | Magnus Ditlev      |      | 49 min 14 s  |              | 4 h 35 min 54 s |              | 2 h 41 min 7 s  |
| 4                  | 8 h 12 min 57 s | Rodolphe von Berg  |      | 47 min 50 s  |              | 4 h 37 min 23 s |              | 2 h 42 min 44 s |
| 5                  | 8 h 15 min 7 s  | Léon Chevalier     |      | 51 min 11 s  |              | 4 h 39 min 30 s |              | 2 h 39 min 26 s |
| 6                  | 8 h 18 min 36 s | Arthur Horseau     |      | 53 min 19 s  |              | 4 h 42 min 19 s |              | 2 h 37 min 17 s |
| 7                  | 8 h 20 min 54 s | Bradley Weiss      |      | 47 min 55 s  |              | 4 h 44 min 23 s |              | 2 h 43 min 22 s |
| 8                  | 8 h 21 min 15 s | Gregory Barnaby    |      | 47 min 51 s  |              | 4 h 44 min 23 s |              | 2 h 44 min 4 s  |
| 9                  | 8 h 21 min 23 s | Robert Wilkowiecki |      | 47 min 48 s  |              | 4 h 44 min 36 s |              | 2 h 43 min 45 s |
| 10                 | 8 h 24 min 10 s | Clément Mignon     |      | 47 min 59 s  |              | 4 h 43 min 3 s  |              | 2 h 47 min 55 s |

## Championnats féminins

### Site et parcours
L'épreuve se déroule sur le parcours historique de l'Ironman à Kailua-Kona. La difficulté principale de ce parcours réside dans les conditions climatiques avec une chaleur humide rendant la thermorégulation difficile . 

### Résumé de course
La britannique Lucy Charles-Barclay sort de l'eau la première avec 1 min 30 s d'avance sur un groupe composé des Américaines Lauren Brandon et Haley Chura et Taylor Knibb. Suivi à quatre minutes de Fenella Langridge, Chelsea Sodaro, Sarah True, Kat Matthews, Lisa Norden, Anne Haug et Daniela Ryf. Lucy Charles-Barcley poursuit son effort pendant la partie vélo et termine celle-ci avec 2 min 47 s d'avance sur Taylor Knibb qui reprend Lauren Brandon et Haly Chura et avec dix minutes sur Jocelyn McCauley. Durant le marathon, Anna Haug et Laura Philipp reviennent sur Taylor Knibb mais ne parviennent pas à refaire leurs retards sur Lucy Charles-Barkley malgré un record battu sur le  marathon par Anne Haug en 2 h 48 min 23 s.
Lucy Charles-Barcley remporte son premier championnat du monde d'Ironman après quatre deuxièmes places en battant le record de l'épreuve en 8 h 24 min 31 s,.

### Palmarès
Top 10 du championnat.
| Pos.               | Temps           | Nom                  | Pays | Détail temps | Détail temps | Détail temps    | Détail temps | Détail temps    |
| Pos.               | Temps           | Nom                  | Pays | Natation     | T1           | Cyclisme        | T2           | Course à pied   |
| ------------------ | --------------- | -------------------- | ---- | ------------ | ------------ | --------------- | ------------ | --------------- |
| Médaille d'or      | 8 h 24 min 31 s | Lucy Charles-Barclay |      | 49 min 36 s  |              | 4 h 32 min 29 s |              | 2 h 57 min 38 s |
| Médaille d'argent  | 8 h 27 min 33 s | Anne Haug            |      | 54 min 10 s  |              | 4 h 40 min 23 s |              | 2 h 48 min 23 s |
| Médaille de bronze | 8 h 32 min 55 s | Laura Philipp        |      | 56 min 49 s  |              | 4 h 35 min 52 s |              | 2 h 55 min 24 s |
| 4                  | 8 h 35 min 56 s | Taylor Knibb         |      | 51 min 16 s  |              | 4 h 34 min 0 s  |              | 3 h 5 min 13 s  |
| 5                  | 8 h 40 min 34 s | Daniela Ryf          |      | 54 min 11 s  |              | 4 h 38 min 34 s |              | 3 h 2 min 11 s  |
| 6                  | 8 h 42 min 25 s | Chelsea Sodaro       |      | 54 min 0 s   |              | 4 h 50 min 35 s |              | 2 h 53 min 2 s  |
| 7                  | 8 h 43 min 34 s | Skye Moench          |      | 56 min 47 s  |              | 4 h 38 min 44 s |              | 3 h 2 min 40 s  |
| 8                  | 8 h 47 min 6 s  | Sarah True           |      | 54 min 2 s   |              | 4 h 46 min 15 s |              | 3 h 2 min 9 s   |
| 9                  | 8 h 49 min 36 s | Lisa Nordén          |      | 54 min 8 s   |              | 4 h 38 min 36 s |              | 3 h 11 min 18 s |
| 10                 | 8 h 50 min 39 s | Jocelyn McCauley     |      | 54 min 4 s   |              | 4 h 38 min 53 s |              | 3 h 12 min 56 s |